# Premiul Oscar pentru cea mai bună melodie originală
Premiul Oscar pentru cea mai bună melodie originală este unul dintre premiile Oscar, acordate de „Academy of Motion Picture Arts and Sciences”. A fost acordat prima dată în 1935, la a șaptea gală a premiilor. Premiul este înmânat doar compozitorilor și textierilor melodiei, nu și interpreților, decât în cazul în care aceștia au contribuit la compunerea melodiei sau a textului. Nominalizările sunt realizate de membri ai Academiei care sunt compozitori sau textieri, iar câștigătorii sunt aleși de toți membrii Academiei.
Inițial, singurul criteriu pentru nominalizarea unui cântec era apariția acestuia în coloana sonoră a unui film în anul respectiv. Regulamentul a fost schimbat în 1941, când premiul a fost câștigat de cântecul „The Last Time I Saw Paris” din filmul Lady Be Good. Melodia fusese compusă însă în 1940, și intrase în topurile muzicale înainte de a fi aleasă pentru film. Academia a schimbat regula de desemnare a nominalizărilor, astfel că doar un cântec „original și scris anume pentru un film” să poată primi premiul.
Până la ediția din 1945, la această categorie nu era un număr fix de nominalizări, de exemplu în 1944 fiind nominalizate 14 cântece. De atunci, numărul maxim al melodiilor a fost fixat la cinci. La edițiile din 1989, 2006 și 2009, au fost nominalizate doar trei cântece. Această categorie permite mai multe nominalizări pentru un film, primul astfel de caz având loc în 1981, când pelicula Fame a avut două cântece din coloana sonoră nominalizate. De-a lungul timpului, patru filme au avut câte trei melodii nominalizate: Beauty and the Beast, The Lion King, Dreamgirls și Enchanted. Ultimele două nu au câștigat premiul cu niciuna dintre nominalizări. După aceste două înfrângeri consecutive, în iunie 2008 a fost luată decizia ca niciun film să nu aibă mai mult de două nominalizări la cea mai bună melodie originală.

## Anii 1930
- 1935 „The Continental” — The Gay Divorcee • Muzica: Con Conrad • Versurile: Herb Magidson
- 1936 „Lullaby of Broadway” — Gold Diggers of 1935 • Muzica: Harry Warren • Versurile: Al Dubin
- 1937 „The Way You Look Tonight” — Swing Time • Muzica: Jerome Kern • Versurile: Dorothy Fields
- 1938 „Sweet Leilani” — Waikiki Wedding • Muzica și versurile: Harry Owens
- 1939 „Thanks for the Memory” — The Big Broadcast of 1938 • Muzica: Ralph Rainger • Versurile: Leo Robin

## Anii 1940
- 1940 „Over the Rainbow” — The Wizard of Oz • Muzica: Harold Arlen • Versurile: E. Y. Harburg
- 1941 „When You Wish upon a Star” — Pinocchio • Muzica: Leigh Harline • Versurile: Ned Washington
- 1942 „The Last Time I Saw Paris” — Lady Be Good • Muzica: Jerome Kern • Versurile: Oscar Hammerstein II
- 1943 „White Christmas” — Holiday Inn • Muzica și versurile: Irving Berlin
- 1944 „You'll Never Know” — Hello, Frisco, Hello • Muzica: Harry Warren • Versurile: Mack Gordon
- 1945 „Swinging on a Star” — Going My Way • Muzica: James Van Heusen • Versurile: Johnny Burke
- 1946 „It Might as Well Be Spring” — State Fair • Muzica: Richard Rodgers • Versurile: Oscar Hammerstein II
- 1947 „On the Atchison, Topeka and the Santa Fe” — The Harvey Girls • Muzica: Harry Warren • Versurile: Johnny Mercer
- 1948 „Zip-a-Dee-Doo-Dah” — Song of the South • Muzica: Allie Wrubel • Versurile: Ray Gilbert
- 1949 „Buttons and Bows” — The Paleface • Muzica: Jay Livingston • Versurile: Ray Evans

## Anii 1950
- 1950 „Baby, It's Cold Outside” — Neptune's Daughter • Muzica și versurile: Frank Loesser
- 1951 „Mona Lisa” — Captain Carey, U.S.A. • Muzica și versurile: Ray Evans și Jay Livingston
- 1952 „In the Cool, Cool, Cool of the Evening” — Here Comes the Groom • Muzica: Hoagy Carmichael • Versurile: Johnny Mercer
- 1953 „High Noon (Do Not Forsake Me, Oh My Darlin')” — High Noon • Muzica: Dimitri Tiomkin • Versurile: Ned Washington
- 1954 „Secret Love” — Calamity Jane • Muzica: Sammy Fain • Versurile: Paul Francis Webster
- 1955 „Three Coins in the Fountain” — Three Coins in the Fountain • Muzica: Jule Styne • Versurile: Sammy Cahn
- 1956 „Love Is a Many Splendored Thing” — Love Is a Many-Splendored Thing • Muzica: Sammy Fain • Versurile: Paul Francis Webster
- 1957 „Whatever Will Be, Will Be (Qué Será, Será)” — The Man Who Knew Too Much • Muzica și versurile: Jay Livingston și Ray Evans
- 1958 „All the Way” — The Joker Is Wild • Muzica: James Van Heusen • Versurile: Sammy Cahn
- 1959 „Gigi” — Gigi • Muzica: Frederick Loewe • Versurile: Alan Jay Lerner

## Anii 1960
- 1960 „High Hopes” — A Hole in the Head • Muzica: James Van Heusen • Versurile: Sammy Cahn
- 1961 „Never on Sunday” — Never on Sunday • Muzica și versurile: Manos Hadjidakis
- 1962 „Moon River” — Mic dejun la Tiffany's • Muzica: Henry Mancini • Versurile: Johnny Mercer
- 1963 „Days of Wine and Roses” — Days of Wine and Roses • Muzica: Henry Mancini • Versurile: Johnny Mercer
- 1964 „Call Me Irresponsible” — Papa's Delicate Condition • Muzica: James Van Heusen • Versurile: Sammy Cahn
- 1965 „Chim Chim Cher-ee” — Mary Poppins • Muzica și versurile: Richard M. Sherman și Robert B. Sherman
- 1966 „The Shadow of Your Smile” — The Sandpiper • Muzica: Johnny Mandel • Versurile: Paul Francis Webster
- 1967 „Born Free” — Born Free • Muzica: John Barry • Versurile: Don Black
- 1968 „Talk to the Animals” — Doctor Dolittle • Muzica și versurile: Leslie Bricusse
- 1969 „Windmills of Your Mind” — The Thomas Crown Affair • Muzica: Michel Legrand • Versurile: Alan Bergman și Marilyn Bergman

## Anii 1970
- 1970 „Raindrops Keep Fallin' on My Head” — Butch Cassidy and the Sundance Kid • Muzica: Burt Bacharach • Versurile: Hal David
- 1971 „For All We Know” — Lovers and Other Strangers • Muzica: Fred Karlin • Versurile: Robb Royer și Jimmy Griffin
- 1972 „Theme from Shaft” — Shaft • Muzica și versurile: Isaac Hayes
- 1973 „The Morning After” — The Poseidon Adventure • Muzica și versurile: Al Kasha și Joel Hirschhorn
- 1974 „The Way We Were” — The Way We Were • Muzica: Marvin Hamlisch • Versurile: Alan Bergman și Marilyn Bergman
- 1975 „We May Never Love Like This Again” — The Towering Inferno • Muzica și versurile: Al Kasha și Joel Hirschhorn
- 1976 „I'm Easy” — Nashville • Muzica și versurile: Keith Carradine
- 1977 „Evergreen (Love Theme from A Star Is Born)” — A Star Is Born • Muzica: Barbra Streisand • Versurile: Paul Williams
- 1978 „You Light Up My Life” — You Light Up My Life • Muzica și versurile: Joseph Brooks
- 1979 „Last Dance” — Thank God It's Friday • Muzica și versurile: Paul Jabara

## Anii 1980
- 1980 „It Goes Like It Goes” — Norma Rae • Muzica: David Shire • Versurile: Norman Gimbel
- 1981 „Fame” — Fame • Muzica: Michael Gore • Versurile: Dean Pitchford
- 1982 „Arthur's Theme (Best That You Can Do)” — Arthur • Muzica: Burt Bacharach, Carole Bayer Sager și Christopher Cross • Versurile: Peter Allen și Christopher Cross
- 1983 „Up Where We Belong” — An Officer and a Gentleman • Muzica: Jack Nitzsche și Buffy Sainte-Marie • Versurile: Will Jennings
- 1984 „Flashdance... What a Feeling” — Flashdance • Muzica: Giorgio Moroder • Versurile: Keith Forsey și Irene Cara
- 1985 „I Just Called to Say I Love You” — The Woman in Red • Muzica și versurile: Stevie Wonder
- 1986 „Say You, Say Me” — White Nights • Muzica și versurile: Lionel Richie
- 1987 „Take My Breath Away” — Top Gun • Muzica: Giorgio Moroder • Versurile: Tom Whitlock
- 1988 „(I've Had) The Time of My Life” — Dirty Dancing • Muzica: Franke Previte, John DeNicola și Donald Markowitz • Versurile: Franke Previte
- 1989 „Let the River Run” — Working Girl • Muzica și versurile: Carly Simon

## Anii 1990
- 1990 „Under the Sea” — The Little Mermaid • Muzica: Alan Menken • Versurile: Howard Ashman
- 1991 „Sooner or Later (I Always Get My Man)” — Dick Tracy • Muzica și versurile: Stephen Sondheim
- 1992 „Beauty and the Beast” — Beauty and the Beast • Muzica: Alan Menken • Versurile: Howard Ashman
- 1993 „A Whole New World” — Aladdin • Muzica: Alan Menken • Versurile: Tim Rice
- 1994 „Streets of Philadelphia” — Philadelphia • Muzica și versurile: Bruce Springsteen
- 1995 „Can You Feel the Love Tonight” — Regele Leu • Muzica: Elton John • Versurile: Tim Rice
- 1996 „Colors of the Wind” — Pocahontas • Muzica: Alan Menken • Versurile: Stephen Schwartz
- 1997 „You Must Love Me” — Evita • Muzica: Andrew Lloyd Webber • Versurile: Tim Rice
- 1998 „My Heart Will Go On” — Titanic • Muzica: James Horner • Versurile: Will Jennings
- 1999 „When You Believe” — The Prince of Egypt • Muzica și versurile: Stephen Schwartz

## Anii 2000
- 2000 „You'll Be in My Heart” — Tarzan • Muzica și versurile: Phil Collins
- 2001 „Things Have Changed” — Wonder Boys • Muzica și versurile: Bob Dylan
- 2002 „If I Didn't Have You” — Monsters, Inc. • Muzica și versurile: Randy Newman
- 2003 „Lose Yourself” — 8 Mile • Muzica: Eminem, Jeff Bass și Luis Resto • Versurile: Eminem
- 2004 „Into the West” — The Lord of the Rings: The Return of the King • Muzica și versurile: Fran Walsh, Howard Shore și Annie Lennox
- 2005 „Al otro lado del río” — The Motorcycle Diaries • Muzica și versurile: Jorge Drexler
- 2006 „It's Hard out Here for a Pimp” — Hustle & Flow • Muzica și versurile: Juicy J, Frayser Boy și DJ Paul
- 2007 „I Need to Wake Up” — An Inconvenient Truth • Muzica și versurile: Melissa Etheridge
- 2008 „Falling Slowly” — Once • Muzica și versurile: Glen Hansard și Markéta Irglová
- 2009 „Jai Ho” – Vagabondul milionar • Muzica: A. R. Rahman • Versurile: Gulzar

## Anii 2010
- 2010 „The Weary Kind” - Crazy Heart • Muzica și versurile: Ryan Bingham & T Bone Burnett
- 2011 „We Belong Together” - Toy Story 3 • Muzica și versurile : Randy Newman
- 2012 „Man or Muppet” - The Muppets • Muzica și versurile: Bret McKenzie
- 2013 „Skyfall” - Skyfall • Muzica și versurile: Adele și Paul Epworth
- 2014 „Let It Go” - Regatul de gheață • Muzica și versurile: Kristen Anderson-Lopez și Robert Lopez
- 2015 „Glory” - Selma • Muzica și versurile: John Legend și Common
- 2016 „Writing's on the Wall” - Spectre • Muzica și versurile: Jimmy Napes și Sam Smith
- 2017 „City of Stars” - La La Land • Muzica: Justin Hurwitz • Versurile: Benj Pasek & Justin Paul
- 2018 „Remember Me” - Coco • Muzica și versurile: Kristen Anderson-Lopez și Robert Lopez
- 2019 „Shallow” - S-a născut o stea • Muzica și versurile: Lady Gaga, Mark Ronson, Anthony Rossomando și Andrew Wyatt

## Anii 2020
- 2019 „(I'm Gonna) Love Me Again” - Rocketman • Muzica și versurile: Elton John, Bernie Taupin
- 2020/21 „Fight for You” – Judas and the Black Messiah • Muzica: D'Mile & H.E.R.. Versurile: H.E.R. & Tiara Thomas
- 2021 „No Time to Die” –  No Time to Die • Muzica și versurile: Billie Eilish & Finneas O'Connell
- 2022 „Naatu Naatu” –  RRR • Muzica și versurile: M. M. Keeravani &  Chandrabose
- 2023 „What Was I Made For?” – Barbie • Muzica și versurile: Billie Eilish și Finneas O'Connell
- 2024 „El Mal” – Emilia Pérez • Muzică de Clément Ducol și Camille; versuri de Clément Ducol, Camille și Jacques Audiard